# California-klass
California-klass var en fartygsklass med två atomdrivna robotkryssare tillverkade för USA:s flotta under 1970-talet. Deras huvuduppgift var att agera eskort åt atomdrivna hangarfartyg och behövde därför också vara atomdrivna för att uppnå samma uthållighet. Även om tyngdpunkten låg på luftvärn så var de också kapabla fartyg för såväl ytstrid som ubåtsjakt. Kryssare av den här typen brukar kallas ”double-ended” eftersom de har robotlavetter både i fören och aktern. Båda avrustades 1999.

## Fartyg

### USSCalifornia(CGN-36)
Påbörjad: 23 januari 1970, Sjösatt: 21 september 1971, Tagen i tjänst: 16 februari 1974, Avrustad: 9 juli 1999, Skrotad: 2000

### USSSouth Carolina(CGN-37)
Påbörjad: 1 december 1970, Sjösatt: 1 juli 1972, Tagen i tjänst: 25 januari 1975, Avrustad: 30 juli 1999, Skrotad: 2007